# 2M TV
2M (en árabe, دوزيم) es el segundo canal de televisión generalista de Marruecos, con sede en la ciudad de Casablanca. Posee titularidad pública y realizó su primera emisión el 4 de marzo de 1989.

## Historia
En 1988 la sociedad SOREAD obtuvo del estado marroquí una licencia nacional de televisión generalista. Dicho canal sería el primero de África en ser comercial y de pago, tomando el modelo de Canal+ en Francia, y rompía el monopolio de la Sociedad Nacional de Radiodifusión y de Televisión. 
2M TV comenzó sus emisiones el 4 de marzo de 1989, con parte de sus contenidos en señal abierta y otros codificados. Aunque se marcó como objetivo superar los 250.000 abonados en cinco años y asumió una ambiciosa política de programación, no obtuvo el éxito esperado por aspectos como la piratería y las diferencias culturales del país. El máximo accionista de SOREAD se retiró de la gestión por problemas financieros y el estado, dueño de la concesión, tomó el control a partir del 19 de junio de 1996, haciéndose con el 68% del capital.
El 10 de enero de 1997 pasó a emitir en abierto para todo el país, con la intención de dinamizar el mercado publicitario. Rápidamente 2M TV se convirtió en el canal con más audiencia y ayudó a dinamizar el mercado audiovisual, apostando por series internacionales y la emisión en digital.

## Programación
La programación de 2M se apoya en tres conceptos: entretenimiento (cine, ficción, magacines), información de proximidad (noticias y debates) y divulgación (documentales y otros programas). Es el canal de Marruecos que ofrece la mayor parte de producciones estadounidenses y francesas.
La cadena emite en árabe, francés, español y bereber.